# Miroslaw Gradinarow
Miroslaw Gradinarow (englische Transkription Miroslav Gradinarov, bulgarisch Мирослав Градинаров; * 10. Februar 1985 in Dobritsch) ist ein bulgarischer Volleyballspieler. Er spielt auf der Position Außenangriff/Annahme.

## Erfolge Verein
Rumänischer Pokal:
- 2017

Rumänische Meisterschaft:
- 2019
- 2017

Portugiesischer Pokal:
- 2018

Portugiesische Meisterschaft:
- 2018

Bulgarische Meisterschaft:
- 2020
- 2021, 2022

Bulgarischer Superpokal:
- 2020

Bulgarischer Pokal:
- 2021

Thailändische Meisterschaft:
- 2022[2]